# Bojan Avramović
Bojan Avramović (serbisch-kyrillisch Бојан Аврамовић; * 17. September 1997 in Oberstdorf, Deutschland) ist ein serbisch-österreichischer Fußballspieler.

## Karriere
Avramović begann seine Karriere bei Schwarz-Weiß Bregenz. 2011 kam er in die AKA Vorarlberg. Im Sommer 2015 wechselte er zu den Amateuren des SCR Altach. Im Juli 2015 debütierte er in die Regionalliga, als er am ersten Spieltag der Saison 2015/16 gegen den FC Kufstein in der Startelf stand.
Im Jänner 2017 wurde er an den FC Hard verliehen. Nach dem Ende der Leihe wechselte er im Sommer 2017 zum Zweitligisten SC Austria Lustenau.
Sein Debüt in der zweiten Liga gab er im Juli 2017, als er am zweiten Spieltag der Saison 2017/18 gegen die SV Ried in der 59. Minute für Alexander Joppich eingewechselt wurde.
Nach der Saison 2017/18 verließ er Lustenau und wechselte zum Bundesligisten Wolfsberger AC, bei dem er einen bis Juni 2019 laufenden Vertrag erhielt. Nach der Saison 2018/19 verließ er den WAC, ohne ein Spiel für den Verein absolviert zu haben. Nach einem halben Jahr ohne Verein kehrte er im Februar 2020 zum Zweitligisten Austria Lustenau zurück, bei dem er einen bis Juni 2020 laufenden Vertrag erhielt. Nach 14 weiteren Zweitligaeinsätzen für Lustenau verließ er den Verein nach der Saison 2019/20 wieder.
Nach einem halben Jahr ohne Verein wechselte er im Jänner 2021 zum drittklassigen FC Lauterach.